# La Puisaye
 La Puisaye  es una población y comuna francesa, en la región de  Centro, departamento de Eure y Loir, en el distrito de Dreux y cantón de Senonches.

## Demografía
| 390 | 308 | 259 | 259 | 208 | 225 |
| Para los censos de 1962 a 1999 la población legal corresponde a la población sin duplicidades (Fuente: INSEE [Consultar]) |     |     |     |     |     |